# Woyzeck (film, 1979)
Woyzeck är en tysk dramafilm från 1979 i regi av Werner Herzog. Filmen är baserad på Georg Büchners ofullbordade teaterpjäs Woyzeck.

## Handling
Franz Woyzeck är soldat och har en jobbig tillvaro. Det enda sättet för honom att kunna för att försörja sin familj är att genomgå medicinska experiment hos en läkare som ger honom en hård diet. Woyzecks mentala hälsa blir med tiden sämre och han börjar få hallucinationer. Detta leder till att hans fru blir otrogen, något som Woyzeck så småningom får reda på.

## Om filmen
Filmen är inspelad i Tjeckoslovakien.

## Rollista (i urval)
- Klaus Kinski – Friedrich Johann Franz Woyzeck
- Eva Mattes – Marie
- Wolfgang Reichmann – kapten
- Willy Semmelrogge – läkare
- Josef Bierbichler – tamburmajor
- Paul Burian – Andres
- Volker Prechtel – gesäll
- Dieter Augustin – marknadsutropare
- Irm Hermann – Margret[1]